# Жемеп-сюр-Самбр
Жеме́п-сюр-Самбр (фр. Jemeppe-sur-Sambre, валлон. Djimepe-so-Sambe) — коммуна в Валлонии, расположенная в провинции Намюр, округ Намюр. Принадлежит Французскому языковому сообществу Бельгии. На площади 46,80 км² проживают 17 990 человек (плотность населения — 384 чел./км²), из которых 48,63 % — мужчины и 51,37 % — женщины. Средний годовой доход на душу населения в 2003 году составлял 11 303 евро.
Почтовый код: 5190. Телефонный код: 071.
В коммуне Жемеп-сюр-Самбр находится пещера Спи, где в 1886 году в пещере были найдены два почти целых скелета Спи 1 и Спи 2, позже идентифицированные как неандертальские.